# ウルカヌスに驚かされるヴィーナスとマルス
『ウルカヌスに驚かされるヴィーナスとマルス』（独: Vulkan überrascht Venus und Mars, 英: Mars and Venus Surprised by Vulcan）は、ルネサンス期のイタリアのヴェネツィア派の巨匠ティントレットが1555年ごろに制作した絵画である。単に『ヴィーナスとマルスとウルカヌス』などの名でも呼ばれる。油彩。主題はホメロスの叙事詩『オデュッセイア』やオウィディウスの『変身物語』で語られている女神アプロディテとアレス（ローマ神話のヴィーナスとマルス）の情事であり、妻であるアプロディテの浮気を疑うヘパイストス（ウルカヌス）を描いた本作品はティントレットの独創性にあふれた神話画として知られている。現在はミュンヘンのアルテ・ピナコテークに所蔵されている。またベルリン美術館に本作品の準備素描が所蔵されている。

## 主題

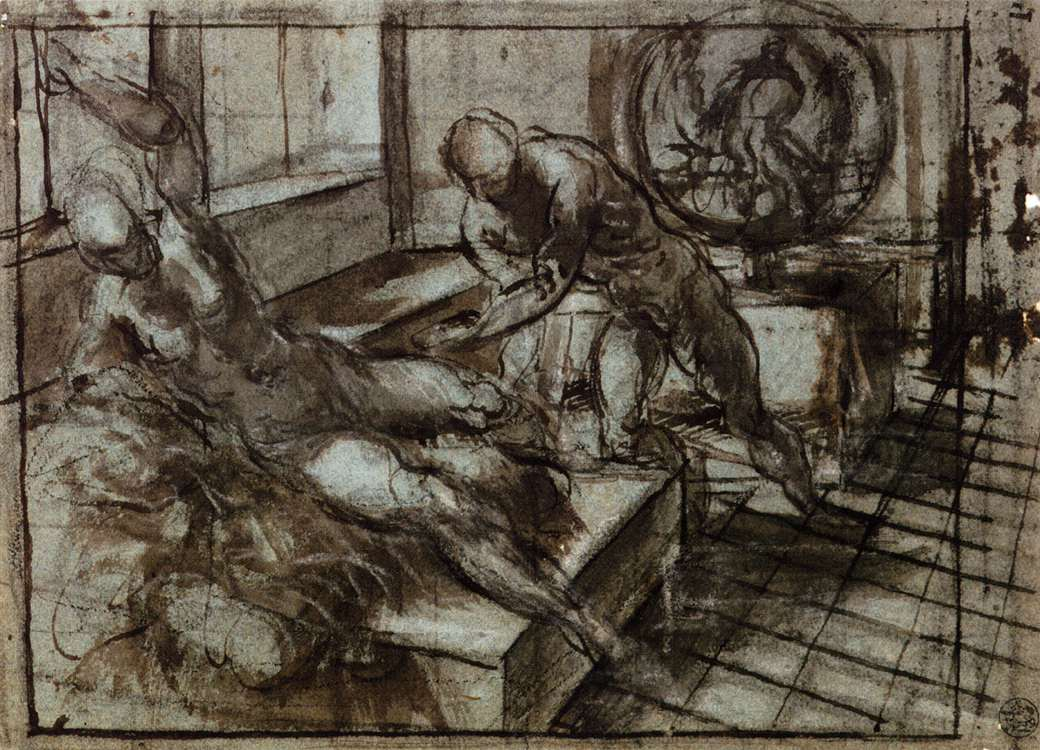
本作品の全体の準備素描。ベルリン美術館所蔵品。

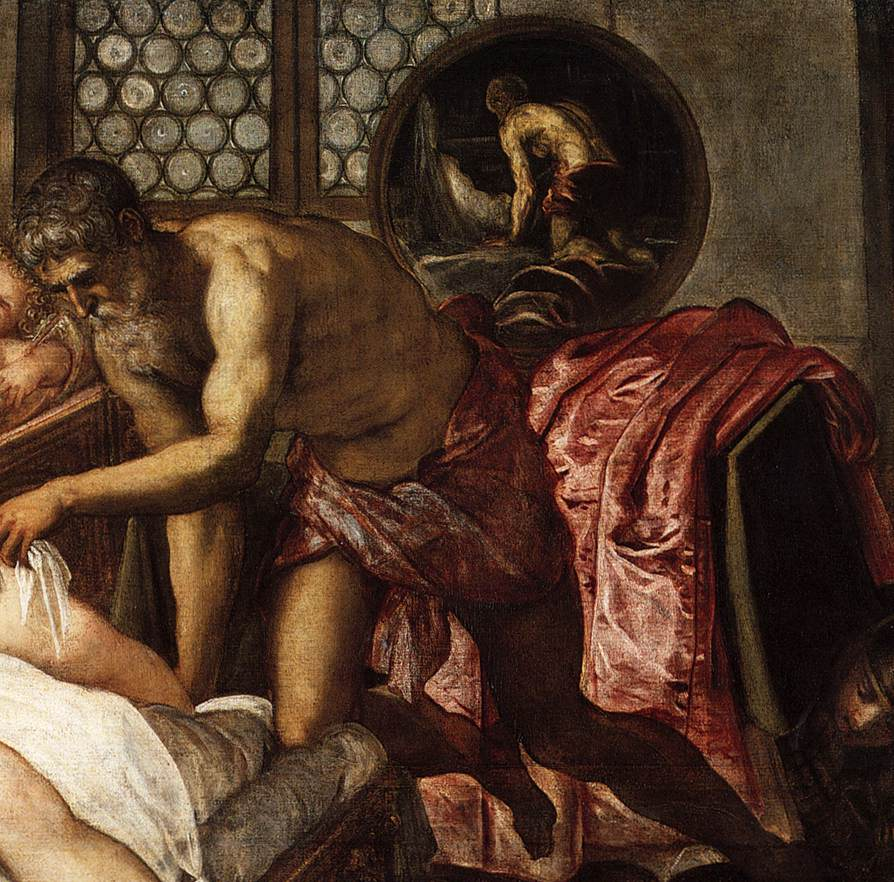
人物像の対角線上に配置され、奥行きを延長する鏡。

神話によるとアプロディテはヘパイストスという夫がありながら、夫の兄弟のアレスと密通した。しかし両者の関係はヘパイストスの知るところとなった。技術に長けたヘパイストスは激怒し、復讐のために目に見えない金属の網を使った罠を寝室のベットの周りに仕掛けると、アプロディテとアレスは夫のいない間にベッドで逢瀬を楽しもうとして、罠に掛かり、網に捕らえられて身動きができなくなった。2人はあられもない姿を神々の目にさらされて大いに恥をかいたが、ヘルメスはアプロディテの相手が出来るなら恥くらいさらしてもいいと話した。その後、両神はポセイドンの仲裁でようやく解放されたという。

## 作品
ティントレットは寝室に突如現れた夫ヘパイストスに驚くアプロディテとアレスを描いている。ヘパイストスは妻の浮気を疑っているのだろう。直前まで逢瀬を楽しんでいたアプロディテは何事もなかったかのように平然とした態度でベッドに横臥しているのに対し、ヘパイストスが女神の衣服を持ち上げる動作はまるで浮気の証拠を女神か、あるいはベッドの上に探しているかのようである。ところが浮気の確かな証拠は別の場所に明確に描かれている。すなわち背景に描かれた丸い鏡は、実は磨き抜かれたアレスの盾であり、ヘパイストスはそのことに気づかないままベッドの上から証拠を見つけ出そうとしている。さらに浮気相手のアレスは間一髪でテーブルの下に身を潜ませているが、顔を出して、威嚇する犬を何とか落ち着かせようとしている。エロス（キューピッド）は窓辺のゆりかごに横たわり、眠ったふりをしている。本作品はホメロスやオウィディウスで語られている神話を独自の解釈で描いている。ティントレットはアプロディテとアレスの密会を描きつつ、その現場に妻の浮気に気づきつつも証拠をつかんでいないヘパイストスを登場させ、艶笑劇の一幕のような場面を描いている。
対角線上に人物像を配置し、遠近法を強調しながら、やや上方から見下ろす構図はティントレットの特徴をよく示している。加えて背景の盾＝鏡に風景を映し出すことによって、空間の奥行きをさらに延長させている。おそらくティントレットは関節人形ないし蝋人形を木製の舞台に置いて人物配置の全体構図を練ったと思われる。色彩は鮮やかであり、その筆致はなめらかである。アプロディテのベッドに細やかな装飾を描き込んでいる半面、室内の建築構造のディテールを省略することで人物像を際立たせている。
制作年代は1540年から1580年まで諸説あるが、一般的には1550年代とされ、最近では1540年ごろまで遡らせる説が唱えられている。

## 来歴
かつては17世紀にイングランドで活躍した肖像画家ピーター・レリー卿が所有していた。1682 年にデヴォンシャー公爵に67ポンドで購入され、1840年までデヴォンシャーに留まっていた。その後、ミュンヘンの肖像画家フリードリヒ・アウグスト・フォン・カウルバッハのコレクションを経て、1925年にバイエルン州によって購入された。

## ギャラリー

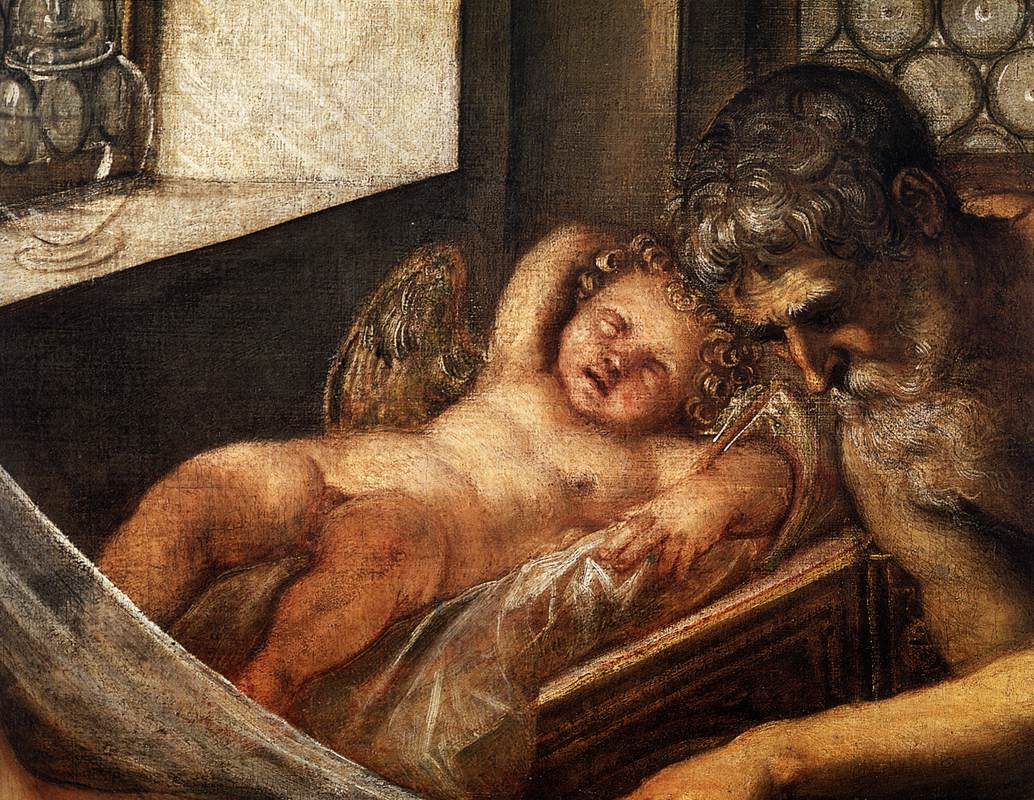
眠ったふりをしているエロス。
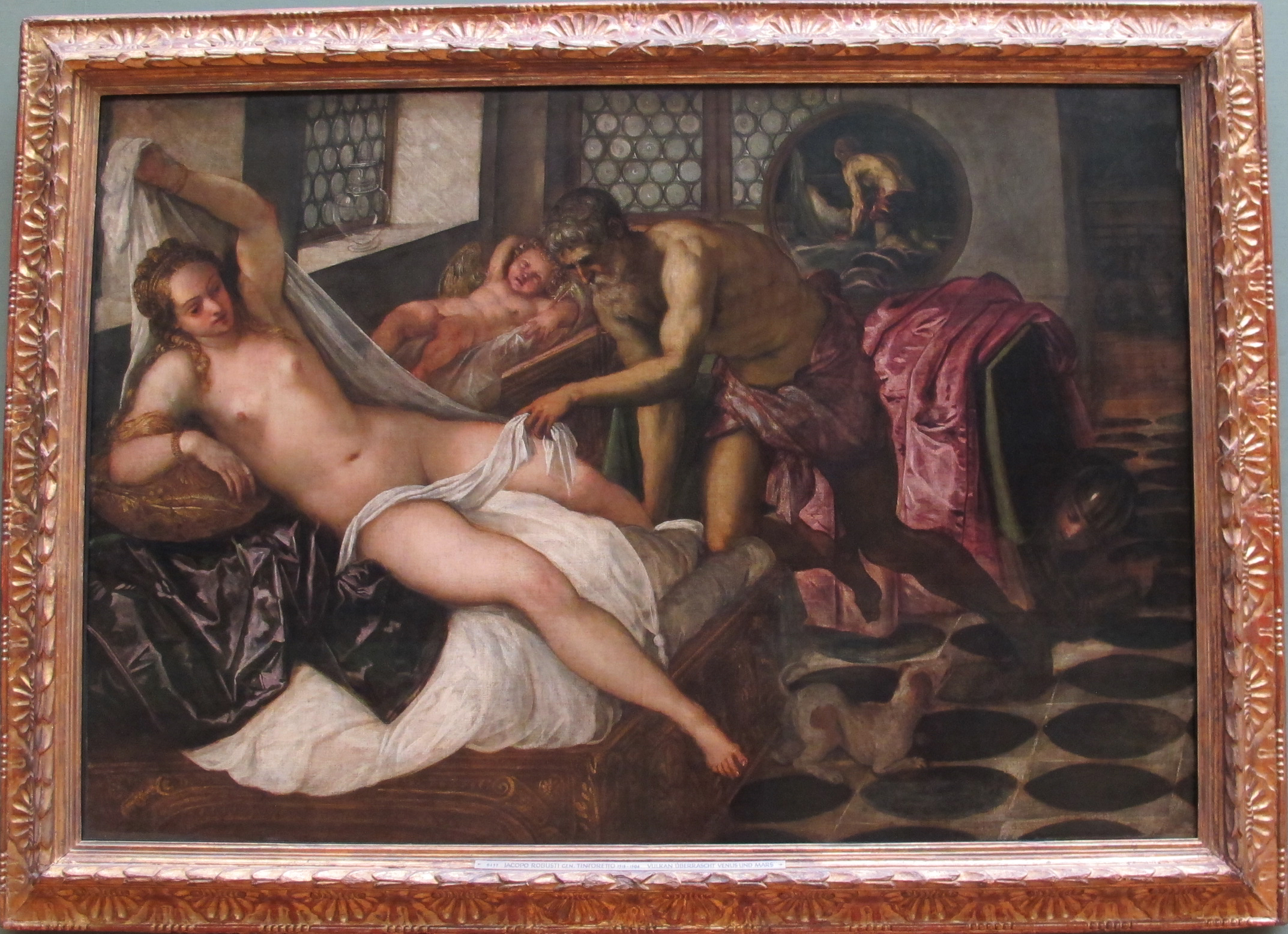
額縁